# Molly Haskell
Molly Haskell   (Charlotte, 29 de setembre de 1939) Molly Clark Haskell és una crítica de cinema i escriptora feminista estatunidenca. Col·laborà amb el diari The Village Voice primer com a crítica de teatre i després de cinema i després va escriure en les revistes Nova York i Vogue. El seu llibre més influent és From Reverence to Rap: The Treatment of Women in the Movies (1974).

## Biografia

### Primers anys
Haskell nasqué a Charlotte (Carolina del Nord), i va créixer a Richmond (Virgínia). Estudià en St. Catherine's School i més tard en la universitat Sweet Briar College, entre el 1957 i el 1961. També cursà estudis en la Universitat de Londres i en la Sorbona. Després de traslladar-se a Nova York al 1962 treballà en el departament de publicitat i relacions públiques de l'empresa UNIVAC. I més tard en la French Film Office, en què a més a més d'escriure un butlletí sobre pel·lícules franceses feia d'intèrpret dels directors francesos que viatjaven als Estats Units.

### Carrera
Començà a escriure crítiques de teatre i després de cinema en el diari The Village Voice. Segons l'autor J. Hoberman, quan Haskell hi començà a treballar, al voltant del 1970, era "la primera crítica de cinema habitual als Estats Units que escrivia des d'un punt de vista explícitament feminista". Després fou crítica de cinema en les revistes Nova York i Vogue. També ha escrit en The New York Times, Sight & Sound, The Guardian, Esquire, The Nova York Observer, The Nation, Nova York Review of Books i Town and Country.
Al 1974 publicà From Reverence to Rap: The Treatment of Women in the Movies, que examinava la representació de les dones en el cinema. Altres obres seues són dues memòries, una col·lecció d'assaigs i entrevistes, una anàlisi de la pel·lícula El que el vent s'endugué i una biografia del director Steven Spielberg.
Fou directora artística del Festival de Cinema Francés de Sarasota; formà part del comité de selecció del Festival de Cinema de Nova York; ha estat professora associada de cinema en Barnard College i professora adjunta de cinema en la Universitat de Colúmbia, i ha fet classes en Sarah Lawrence College. Al 2006 presentà el programa The Essentials de la cadena Turner Classic Movies amb Robert Osborne.
Haskell participà en l'enquesta de crítics de la revista Sight & Sound del 2012, i enumerà les seues deu pel·lícules preferides: Pels nostres amors, A l'atzar, Baltasar, La terrible veritat, Chinatown, El genoll de Clara, Sé el que vull, Madame de..., El basar de les sorpreses, Alba i Vertigen.

## Premis i reconeixements
El National Board of Review li atorgà un reconeixement especial el 1989 i el premi William K. Everson d'història del cinema el 2008, tots dos amb Andrew Sarris. El 2013, Haskell rebé el Premi Athena, del Festival de Cinema Athena, per a premiar certes persones "pel seu lideratge i èxits creatius en la indústria cinematogràfica". El 2017 el Cercle de Crítics de Cinema de Nova York li lliurà un premi per la seua trajectòria.
El 2010 rebé una beca Guggenheim. És membre de l'Acadèmia Estatunidenca de les Arts i les Ciències des del 2019.

## Llibres
- From Reverence to Rap: The Treatment of Women in the Movies (1974; revisat i reeditat el 1987); ISBN 0-226-31885-0.
- Love and Other Infectious Diseases: A Memoir. Nova York: William Morrow, 1990, ISBN 978-0-688-07006-9.
- Hòlding My Own in No Man's Land: Women and Men and Films and Feminists. Nova York: Oxford University Press, 1997, ISBN 978-0-19-505309-8.
- Frankly, My Dear: "Gone with the Wind" Revisited. New Haven, Conn.: Yale University Press, 2009, ISBN 978-0-300-11752-3.
- Mary Pickford: Queen of the Movies. Lexington, Kentucky: University Press of Kentucky, 2012. ISBN 9780813136479.
- My Brother My Sister: A Story of Transformation. Nova York: Viking, 2013, ISBN 978-0-670-02552-7 .
- Steven Spielberg: A Life in Films (Jewish Lives). Yale University Press, 2017. ISBN 978-0300186932.